# 78 Ursae Majoris
78 Ursae Majoris, som är stjärnans Flamsteed-beteckning, är en dubbelstjärna belägen i den västra delen av stjärnbilden Stora björnen. Den har en kombinerad skenbar magnitud på ca 4,93 och är svagt synlig för blotta ögat där ljusföroreningar ej förekommer. Baserat på parallaxmätning inom Hipparcosuppdraget på ca 39,3 mas, beräknas den befinna sig på ett avstånd på ca 83 ljusår (ca 25 parsek) från solen Den rör sig närmare solen med en heliocentrisk radialhastighet av ca -5 km/s. och antas ingå i rörelsegruppen Ursa Major.

## Egenskaper
Primärstjärnan 78 Ursae Majoris A är en gul till vit  stjärna i huvudserien av spektralklass F2 V. Den har en massa som är ca 1,3 solmassor, en radie som är ca 1,7 solradier och utsänder ca 5,8 gånger mera energi än solen från dess fotosfär vid en effektiv temperatur av ca 6 900 K.
Dubbelstjärnan upptäcktes av S.W. Burnham 1894. Paret kretsar kring varandra med en omloppsperiod av 105 år och en excentricitet av 0,39. Deras halva storaxel har en vinkelstorlek på 1,2 bågsekunder och omloppsbanans plan lutar med 47° mot siktlinjen från jorden. Följeslagaren, 78 Ursae Majoris B, har en skenbar magnitud av 7,88 och är en stjärna i huvudserien av spektralklass G6 V. Stjärnan är en misstänkt variabel.